# Conulito

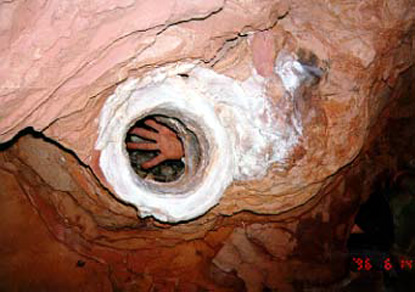
Un conulito que ha horadado la roca de un falso techo durante su formación.

Se denomina conulito al tipo de espeleotema secundario formado por goteo en el suelo de una cavidad y de forma cónica.
A diferencia de la estalagmita, el conulito se forma por goteo sobre un sustrato detrítico que erosiona, produciendo un orificio con forma de cono. La precipitación de los minerales disueltos en el agua procedente del goteo (generalmente calcita) en las paredes de dicho orificio acaba generando el espeleotema, si posteriormente se produce un lavado del material detrítico, la calcita perdura al ser más dura.

## Variedades
La antiestalagmita es una variedad de conulito pero con las paredes cilíndricas en vez de cónicas.